# Isle-Royale-Nationalpark
Der Isle-Royale-Nationalpark ist ein Nationalpark auf der Isle Royale, der größten Insel im Oberen See, und einigen umliegenden Inseln. Die Isle Royale ist knapp 72 Kilometer lang, etwa 13 Kilometer breit und gehört – obwohl näher am kanadischen Ufer gelegen – zum US-Bundesstaat Michigan. Sie war früher ein belebter Fischereistandort und wurde 1940 zum Nationalpark erklärt.
Der Park ist einer der kleinsten Nationalparks der Vereinigten Staaten und rund drei Viertel des Areals umfasst Wasserfläche rund um die Insel. Es gibt rund 1000 Elche und 25 Wölfe auf der Insel; die Populationen schwanken jedoch sehr stark. Als abgeschlossenes Räuber-Beute-System wird es intensiv von Populationsforschern untersucht.
Nachdem der Bestand an Wölfen zwischen 2009 und 2012 von 24 auf nur noch 8 Tiere gefallen war, von denen nur ein Tier weiblich war, wurden Befürchtungen laut, dass ein Schwellenwert unterschritten sei und die Population aussterben würde. Im Sommer 2013 wurden jedoch wieder zwei Junge geboren, so dass Hoffnung besteht. Im besonders kalten Winter 2014/2015 wurden erstmals zwei Wölfe vom Festland dabei beobachtet, dass sie auf dem zugefrorenen See rund 22 km über Eis zurücklegten und die Insel erkundeten. Ein Austausch zwischen Insel- und Festlands-Wölfen war immer angenommen, aber noch nie nachgewiesen worden. Die beiden Tiere hielten sich im Februar 2015 für fünf Tage auf der Insel auf, bevor sie zum Festland in die  Grand Portage Indian Reservation zurückkehrten. Seit 2018 werden zur Ergänzung der Population Wölfe auf der Insel ausgewildert. Für 2019 wurde die Zahl der Wölfe wieder mit 14 angegeben.
Seit 2012 nisten auch wieder Wanderfalken auf der Insel. Die Art war vorher 57 Jahre lang abwesend.

## Besucher
In den Sommermonaten ist die Insel per Fähre von Grand Portage, Houghton und Copper Harbor aus zu erreichen. In den Wintermonaten ist dies jedoch wegen des rauen Sees und des Treibeises nicht möglich.
Im zentralen Teil der Insel befindet sich Greenstone Ridge, ein Höhenzug, auf dem der längste Wanderweg der Isle Royale verläuft. Er ist rund 60 Kilometer lang und kann in 4 oder 5 Tagen erwandert werden. Für den Rückweg gibt es eine Schiffsverbindung.
Im Park gibt es zwei Siedlungen. Im Westen liegt Windigo mit einem Campinggeschäft, Duschen und einem Bootssteg; im Osten Rock Harbor mit einem Campinggeschäft, Duschen, Restaurant, Hotel, Campingplatz und einem Bootssteg. Im Winter stehen beide Orte leer, echte Dörfer oder gar Städte existieren auf der Insel nicht.